# Giải Oscar lần thứ 94
Lễ trao giải Oscar lần thứ 94 do Viện Hàn lâm Khoa học và Nghệ thuật Điện ảnh (AMPAS) tổ chức nhằm vinh danh các tác phẩm điện ảnh xuất sắc nhất được công chiếu bắt đầu từ tháng 3 năm 2021 đến đầu năm 2022. Buổi lễ chính thức diễn ra tại Nhà hát Dolby ở Hollywood, Los Angeles, California vào ngày 27 tháng 3 năm 2022.
Đây cũng là buổi lễ xảy ra sự cố Will Smith tát vào mặt Chris Rock, khởi nguồn từ câu đùa thiếu duyên của Rock vào chứng rụng tóc của vợ Will Smith.

## Thông tin buổi lễ
Do ảnh hưởng lâu dài của đại dịch COVID-19 đối với nền điện ảnh nói chung (Dù đã trì hoãn thời gian kết thúc để đủ điều kiện thời gian tổ chức Lễ trao giải Oscar lần thứ 93 từ ngày 28 tháng 2 năm 2021 sang cuối tháng 4 cùng năm). Viện Hàn lâm đã thông báo vào tháng 5 năm 2021 rằng các sửa đổi đối với tiêu chí đủ điều kiện của họ (đặc biệt là đối với các bản phát hành phim trực tiếp sang kỹ thuật số để bổ sung cho các rạp phim đủ điều kiện để tham gia ở các thành phố khác ngoài Los Angeles) vẫn còn hiệu lực dù vậy nhưng thời hạn đủ điều kiện vẫn sẽ kết thúc như bình thường vào ngày 31 tháng 12 năm 2021 (do đó rút ngắn thời gian đủ điều kiện xuống còn 10 tháng do việc gia hạn cho buổi lễ năm ngoái đã nói ở trên).
Vào tháng 4 năm 2020, Viện Hàn lâm đã ra thông báo rằng hạng mục Phim hay nhất tại Lễ trao giải Oscar lần thứ 94 sẽ có 10 đề cử; kể từ Lễ trao giải Oscar lần thứ 84, 5 đến 10 phim được đề cử cho hạng mục Phim hay nhất sẽ dựa trên kết quả của quá trình bỏ phiếu. Là một phần của các ý kiến về vấn đề liên quan đến môi trường, việc phân phối sàng lọc và các hàng hóa vật chất khác không còn được cho phép; tương đương kỹ thuật số bây giờ phải được sử dụng.
Lễ trao giải được dự kiến sẽ tổ chức vào ngày 27 tháng 2 năm 2020 tại Nhà hát Dolby; có thông tin cho rằng việc Ban tổ chức chọn ngày tổ chức này nhằm mục đích tránh đụng độ với Thế vận hội Mùa đông 2022 tại Bắc Kinh, Trung Quốc (diễn ra từ ngày 4 đến 20 tháng 2 năm 2022) và sự kiện Super Bowl LVI (được tổ chức tại Los Angeles, Mỹ vào ngày 13 tháng 2 năm 2022).

## Đề cử

### Giải thưởng
Người chiến thắng sẽ được liệt kê lên đầu hàng, được đánh dấu bằng in đậm và biểu thị bằng biểu tượng dấu thập kép (‡).
| Phim xuất sắc nhất - Giai điệu con tim – Philippe Rousselet, Fabrice Gianfermi và Patrick Wachsberger ‡ - Belfast – Laura Berwick, Kenneth Branagh, Becca Kovacik và Tamar Thomas - Đừng nhìn lên – Adam McKay và Kevin Messick - Drive My Car – Teruhisa Yamamoto - Dune: Hành tinh cát – Mary Parent, Denis Villeneuve và Cale Boyter - King Richard: Huyền thoại nhà Williams – Tim White, Trevor White và Will Smith - Licorice Pizza – Sara Murphy, Adam Somner và Paul Thomas Anderson - Con hẻm ác mộng – Guillermo del Toro, J. Miles Dale và Bradley Cooper - The Power of the Dog – Jane Campion, Tanya Seghatchian, Emile Sherman, Iain Canning và Roger Frappier - Câu chuyện phía Tây – Steven Spielberg và Kristie Macosko Krieger | Đạo diễn xuất sắc nhất - Jane Campion – The Power of the Dog ‡ - Kenneth Branagh – Belfast - Ryusuke Hamaguchi – Drive My Car - Paul Thomas Anderson – Licorice Pizza - Steven Spielberg – Câu chuyện phía Tây |
| Nam diễn viên chính xuất sắc nhất - Will Smith – King Richard: Huyền thoại nhà Williams vai Richard Williams ‡ - Javier Bardem – Being the Ricardos vai Desi Arnaz - Benedict Cumberbatch – The Power of the Dog vai Phil Burbank - Andrew Garfield – Tick, Tick... Boom! vai Jonathan Larson - Denzel Washington – Bi kịch Macbeth vai Lord Macbeth | Nữ diễn viên chính xuất sắc nhất - Jessica Chastain – The Eyes of Tammy Faye vai Tammy Faye Bakker ‡ - Olivia Colman – Người con gái thất lạc vai Leda Caruso - Penélope Cruz – Parallel Mothers vai Janis Martínez Moreno - Nicole Kidman – Being the Ricardos vai Lucille Ball - Kristen Stewart – Spencer vai Diana, Vương phi xứ Wales |
| Nam diễn viên phụ xuất sắc nhất - Troy Kotsur – Giai điệu con tim vai Frank Rossi ‡ - Ciarán Hinds – Belfast vai Pop - Jesse Plemons – The Power of the Dog vai George Burbank - J. K. Simmons – Being the Ricardos vai William Frawley - Kodi Smit-McPhee – The Power of the Dog vai Peter Gordon | Nữ diễn viên phụ xuất sắc nhất - Ariana DeBose – Câu chuyện phía Tây vai Anita ‡ - Jessie Buckley – Người con gái thất lạc vai Leda Caruso lúc trẻ - Judi Dench – Belfast vai Granny - Kirsten Dunst – The Power of the Dog vai Rose Gordon - Aunjanue Ellis – King Richard: Huyền thoại nhà Williams vai Oracene "Brandy" Price |
| Kịch bản gốc xuất sắc nhất - Belfast – Kenneth Branagh ‡ - Đừng nhìn lên – Kịch bản của Adam McKay; cốt truyện của Adam McKay và David Sirota - King Richard: Huyền thoại nhà Williams – Zach Baylin - Licorice Pizza – Paul Thomas Anderson - The Worst Person in the World – Eskil Vogt và Joachim Trier | Kịch bản chuyển thể xuất sắc nhất - Giai điệu con tim – Sian Heder; dựa trên bộ phim La Famille Bélier với kịch bản của Victoria Bedos, Thomas Bidegain, Stanislas Carré de Malberg và Éric Lartigau ‡ - Drive My Car – Ryusuke Hamaguchi và Takamasa Oe; dựa trên câu chuyện của Haruki Murakami - Dune: Hành tinh cát – Jon Spaihts, Denis Villeneuve và Eric Roth; dựa trên tiểu thuyết của Frank Herbert - Người con gái thất lạc – Maggie Gyllenhaal; dựa trên tiểu thuyết của Elena Ferrante - The Power of the Dog – Jane Campion; dựa trên quyển sách của Thomas Savage |
| Phim hoạt hình xuất sắc nhất - Encanto: Vùng đất thần kỳ – Jared Bush, Byron Howard, Yvett Merino và Clark Spencer ‡ - Flee – Jonas Poher Rasmussen, Monica Hellström, Signe Byrge Sørensen và Charlotte De La Gournerie - Mùa hè của Luca – Enrico Casarosa và Andrea Warren - Nhà Mitchell đối đầu với máy móc – Mike Rianda, Phil Lord, Christopher Miller và Kurt Albrecht - Raya và rồng thần cuối cùng – Don Hall, Carlos López Estrada, Osnat Shurer và Peter Del Vecho | Phim nói tiếng nước ngoài xuất sắc nhất - Drive My Car (Nhật Bản) bằng tiếng Nhật – đạo diễn bởi Ryusuke Hamaguchi ‡ - Flee (Đan Mạch) bằng tiếng Đan Mạch – đạo diễn bởi Jonas Poher Rasmussen - The Hand of God (Ý) bằng tiếng Ý – đạo diễn bởi Paolo Sorrentino - Lunana: A Yak in the Classroom (Bhutan) bằng tiếng Dzongkha – đạo diễn bởi Pawo Choyning Dorji - The Worst Person in the World (Na Uy) bằng tiếng Na Uy – đạo diễn bởi Joachim Trier |
| Phim tài liệu xuất sắc nhất - Summer of Soul (...Or, When the Revolution Could Not Be Televised) – Ahmir "Questlove" Thompson, Joseph Patel, Robert Fyvolent và David Dinerstein ‡ - Ascension – Jessica Kingdon, Kira Simon-Kennedy và Nathan Truesdell - Attica – Stanley Nelson và Traci A. Curry - Flee – Jonas Poher Rasmussen, Monica Hellström, Signe Byrge Sørensen và Charlotte De La Gournerie - Writing with Fire – Rintu Thomas và Sushmit Ghosh | Phim tài liệu ngắn xuất sắc nhất - The Queen of Basketball – Ben Proudfoot ‡ - Audible: Tiếng nói kiên cường – Matthew Ogens và Geoff McLean - Đưa tôi về nhà – Pedro Kos và Jon Shenk - Ba bài hát cho Benazir – Elizabeth Mirzaei và Gulistan Mirzaei - When We Were Bullies – Jay Rosenblatt |
| Phim ngắn xuất sắc nhất - The Long Goodbye – Aneil Karia và Riz Ahmed ‡ - Ala Kachuu - Take and Run – Maria Brendle và Nadine Lüchinger - The Dress – Tadeusz Łysiak và Maciej Ślesicki - On My Mind – Martin Strange-Hansen và Kim Magnusson - Please Hold – K.D. Dávila và Levin Menekse | Phim hoạt hình ngắn xuất sắc nhất - The Windshield Wiper – Alberto Mielgo và Leo Sanchez ‡ - Affairs of the Art – Joanna Quinn và Les Mills - Bestia – Hugo Covarrubias và Tevo Díaz - BoxBallet – Anton Dyakov - Chim cổ đỏ Robin – Dan Ojari và Mikey Please |
| Nhạc phim xuất sắc nhất - Dune: Hành tinh cát – Hans Zimmer ‡ - Đừng nhìn lên – Nicholas Britell - Encanto: Vùng đất thần kỳ – Germaine Franco - Parallel Mothers – Alberto Iglesias - The Power of the Dog – Jonny Greenwood | Ca khúc trong phim xuất sắc nhất - "No Time to Die" từ Không phải lúc chết – Nhạc và lời của Billie Eilish và Finneas O'Connell ‡ - "Be Alive" từ King Richard: Huyền thoại nhà Williams – Nhạc và lời của DIXSON và Beyoncé Knowles-Carter - "Dos Oruguitas" từ Encanto: Vùng đất thần kỳ – Nhạc và lời của Lin-Manuel Miranda - "Down to Joy" từ Belfast – Nhạc và lời của Van Morrison - "Somehow You Do" từ Four Good Days – Nhạc và lời của Diane Warren |
| Âm thanh xuất sắc nhất - Dune: Hành tinh cát – Mac Ruth, Mark Mangini, Theo Green, Doug Hemphill và Ron Bartlett ‡ - Belfast – Denise Yarde, Simon Chase, James Mather và Niv Adiri - Không phải lúc chết – Simon Hayes, Oliver Tarney, James Harrison, Paul Massey và Mark Taylor - The Power of the Dog – Richard Flynn, Robert Mackenzie và Tara Webb - Câu chuyện phía Tây – Tod A. Maitland, Gary Rydstrom, Brian Chumney, Andy Nelson và Shawn Murphy | Thiết kế sản xuất xuất sắc nhất - Dune: Hành tinh cát – Thiết kế sản xuất: Patrice Vermette; Trang trí bối cảnh: Zsuzsanna Sipos ‡ - Con hẻm ác mộng – Thiết kế sản xuất: Tamara Deverell; Trang trí bối cảnh: Shane Vieau - The Power of the Dog – Thiết kế sản xuất: Grant Major; Trang trí bối cảnh: Amber Richards - Bi kịch Macbeth – Thiết kế sản xuất: Stefan Dechant; Trang trí bối cảnh: Nancy Haigh - Câu chuyện phía Tây – Thiết kế sản xuất: Adam Stockhausen; Trang trí bối cảnh: Rena DeAngelo                                                                    |
| Quay phim xuất sắc nhất - Dune: Hành tinh cát – Greig Fraser ‡ - Con hẻm ác mộng – Dan Laustsen - The Power of the Dog – Ari Wegner - Bi kịch Macbeth – Bruno Delbonnel - Câu chuyện phía Tây – Janusz Kamiński | Hóa trang xuất sắc nhất - The Eyes of Tammy Faye – Linda Dowds, Stephanie Ingram và Justin Raleigh ‡ - Coming 2 America – Mike Marino, Stacey Morris và Carla Farmer - Cruella – Nadia Stacey, Naomi Donne và Julia Vernon - Dune: Hành tinh cát – Donald Mowat, Love Larson và Eva von Bahr - Gia tộc Gucci – Göran Lundström, Anna Carin Lock và Frederic Aspiras |
| Thiết kế trang phục xuất sắc nhất - Cruella – Jenny Beavan ‡ - Cyrano – Massimo Cantini Parrini và Jacqueline Durran - Dune: Hành tinh cát – Jacqueline West và Robert Morgan - Con hẻm ác mộng – Luis Sequeira - Câu chuyện phía Tây – Paul Tazewell | Dựng phim xuất sắc nhất - Dune: Hành tinh cát – Joe Walker ‡ - Đừng nhìn lên – Hank Corwin - King Richard: Huyền thoại nhà Williams – Pamela Martin - The Power of the Dog – Peter Sciberras - Tick, Tick... Boom! – Myron Kerstein và Andrew Weisblum |
| Hiệu ứng hình ảnh xuất sắc nhất - Dune: Hành tinh cát – Paul Lambert, Tristan Myles, Brian Connor và Gerd Nefzer ‡ - Giải cứu "Guy" – Swen Gillberg, Bryan Grill, Nikos Kalaitzidis và Dan Sudick - Không phải lúc chết – Charlie Noble, Joel Green, Jonathan Fawkner và Chris Corbould - Shang-Chi và huyền thoại Thập Luân – Christopher Townsend, Joe Farrell, Sean Noel Walker và Dan Oliver - Người Nhện: Không còn nhà – Kelly Port, Chris Waegner, Scott Edelstein và Dan Sudick | |

### Giải Ban Thống đốc

#### Giải Oscar danh dự
- Samuel L. Jackson
- Elaine May
- Liv Ullmann

#### Giải Nhà nhân đạo Jean Hersholt
- Danny Glover

### Phim nhiều đề cử
| Số lần đề cử | Phim được đề cử                        |
| ------------ | -------------------------------------- |
| 12           | The Power of the Dog                   |
| 10           | Dune: Hành tinh cát                    |
| 7            | Belfast                                |
| 7            | Câu chuyện phía Tây                    |
| 6            | King Richard: Huyền thoại nhà Williams |
| 4            | Đừng nhìn lên                          |
| 4            | Drive My Car                           |
| 4            | Con hẻm ác mộng                        |
| 3            | Being the Ricardos                     |
| 3            | Giai điệu con tim                      |
| 3            | Encanto: Vùng đất thần kỳ              |
| 3            | Flee                                   |
| 3            | Licorice Pizza                         |
| 3            | Người con gái thất lạc                 |
| 3            | Không phải lúc chết                    |
| 3            | Bi kịch Macbeth                        |
| 2            | Cruella                                |
| 2            | The Eyes of Tammy Faye                 |
| 2            | Parallel Mothers                       |
| 2            | Tick, Tick... Boom!                    |
| 2            | The Worst Person in the World          |

## Người trao giải và biểu diễn

### Người trao giải
| Tên                                                 | Vai trò |
| --------------------------------------------------- | --- |
| Serena Williams Venus Williams                      | Giới thiệu màn biểu diễn "Be Alive" |
| DJ Khaled                                           | Giới thiệu người dẫn chương trình |
| Daniel Kaluuya H.E.R.                               | Trao giải Nữ diễn viên phụ xuất sắc nhất |
| Josh Brolin Jason Momoa                             | Trao giải Phim hoạt hình ngắn hay nhất, Phim tài liệu ngắn xuất sắc nhất, Dựng phim xuất sắc nhất, Phim ngắn xuất sắc nhất, Hóa trang xuất sắc nhất, Âm thanh xuất sắc nhất, Thiết kế sản xuất xuất sắc nhất và Nhạc phim xuất sắc nhất |
| Rosie Perez Woody Harrelson Wesley Snipes           | Trao giải Quay phim xuất sắc nhất |
| Jacob Elordi Rachel Zegler                          | Trao giải Hiệu ứng hình ảnh xuất sắc nhất |
| Tony Hawk Kelly Slater Shaun White                  | Giới thiệu lễ kỷ niệm 60 năm loạt phim James Bond |
| Stephanie Beatriz                                   | Giới thiệu màn biểu diễn "Dos Oruguitas" |
| Halle Bailey Lily James Naomi Scott                 | Trao giải Phim hoạt hình hay nhất |
| Youn Yuh-jung                                       | Trao giải Nam diễn viên phụ xuất sắc nhất |
| Tiffany Haddish Simu Liu                            | Trao giải Phim quốc tế hay nhất |
| Mila Kunis                                          | Giới thiệu màn biểu diễn "Somehow You Do" |
| Ruth E. Carter Lupita Nyong'o                       | Trao giải Thiết kế sản xuất xuất sắc nhất |
| John Leguizamo                                      | Giới thiệu màn biểu diễn "We Don't Talk About Bruno" |
| Jennifer Garner Elliot Page J.K. Simmons            | Trao giải Kịch bản gốc xuất sắc nhất |
| Shawn Mendes Tracee Ellis Ross                      | Trao giải Kịch bản chuyển thể xuất sắc nhất |
| Rami Malek                                          | Giới thiệu màn biểu diễn "No Time to Die" |
| Chris Rock                                          | Trao giải Phim tài liệu hay nhất |
| Sean Combs                                          | Giới thiệu lễ kỷ niệm 50 năm loạt phim Bố già |
| Tyler Perry Bill Murray Jamie Lee Curtis Jill Scott | Giới thiệu đoạn tưởng niệm những nhân vật đã khuất |
| Jake Gyllenhaal Zoë Kravitz                         | Trao giải Ca khúc trong phim hay nhất |
| Kevin Costner                                       | Trao giải Đạo diễn xuất sắc nhất |
| John Travolta Samuel L. Jackson Uma Thurman         | Trao giải Nam diễn viên chính xuất sắc nhất |
| Anthony Hopkins                                     | Trao giải Nữ diễn viên chính xuất sắc nhất |
| Lady Gaga Liza Minnelli                             | Trao giải Phim hay nhất |